# Gråhuvad trädklättrare
Gråhuvad trädklättrare (Sittasomus griseicapillus) är en fågel i familjen ugnfåglar inom ordningen tättingar.

## Utseende
Gråhuvad trädklättrare är en liten och ostreckad trädklättrare. Den skiljer sig från övriga arter genom sin storlek, en relativt liten och smal näbb och grått på huvud och undersida utan ljusare streck eller fläckar.

## Utbredning och systematik
Gråhuvad trädklättrare har en mycket vid utbredning från Mexiko söderut till norra Argentina. Vanligen placeras den som ensam art i släktet Sittasomus och delas in i hela 15 underarter med följande utbredning:
- griseus-gruppen
  - Sittasomus griseicapillus jaliscensis – förekommer i Mexiko (från Nayarit och San Luis Potosí till näset Tehuantepec)
  - Sittasomus griseicapillus sylvioides – förekommer i södra Mexiko och nordvästra Colombia
  - Sittasomus griseicapillus gracileus – förekommer i sydöstra Mexiko (Yucatán halvön), norra Belize och närliggande norra Guatemala
  - Sittasomus griseicapillus perijanus - förekommer i nordöstra Colombia och allra nordvästligaste Venezuela (Sierra de Perija)
  - Sittasomus griseicapillus tachirensis – förekommer i norra Colombia och västra Venezuela (sydvästra Táchira)
  - Sittasomus griseicapillus griseus – förekommer i östra Anderna och kustområdena i norra Venezuela, Tobago
- Sittasomus griseicapillus aequatorialis – förekommer i västra Ecuador (västra Esmeraldas) och allra nordvästligaste Peru (Tumbes)
- griseicapillus-gruppen
  - Sittasomus griseicapillus amazonus – förekommer i tropiska östra Colombia, Ecuador, Peru och Amazonområdet (Brasilien)
  - Sittasomus griseicapillus axillaris – förekommer i tropiska sydöstra Venezuela, Guyana och det nordligaste Brasilien
  - Sittasomus griseicapillus transitivus – förekommer i sydöstra Amazonområdet (nordöstra Mato Grosso)
  - Sittasomus griseicapillus viridis – förekommer i Amazonområdet och Bolivia (La Paz, Beni, Cochabamba och Santa Cruz)
  - Sittasomus griseicapillus griseicapillus – förekommer från västra Brasilien till Paraguay, norra Argentina och södra Bolivia
- Sittasomus griseicapillus reiseri – förekommer i nordöstra Brasilien (från Maranhão och Piauí till norra Goiás och västra Bahia)
- ' sylviellus/olivaceus-gruppen
  - Sittasomus griseicapillus olivaceus – förekommer i kustnära östra Brasilien (sydöstra Bahia)
  - Sittasomus griseicapillus sylviellus – förekommer i sydöstra Brasilien nordöstra Argentina, sydöstra Paraguay och nordöstra Uruguay

Sedan 2016 urskiljer Birdlife International och naturvårdsunionen IUCN dock griseus-gruppen som en egen art, Sittasomus griseus. 

## Levnadssätt
Gråhuvad trädklättrare hittas i tropiska och subtropiska fuktiga skogar, där den är rätt vanlig men anspråkslös. Som andra trädklättrare rör den sig kvickt uppför och runt trädstammar på jakt efter små insekter i barken. När den är färdig med ett träd flyger den ner till botten av nästa trädstam och fortsätter.

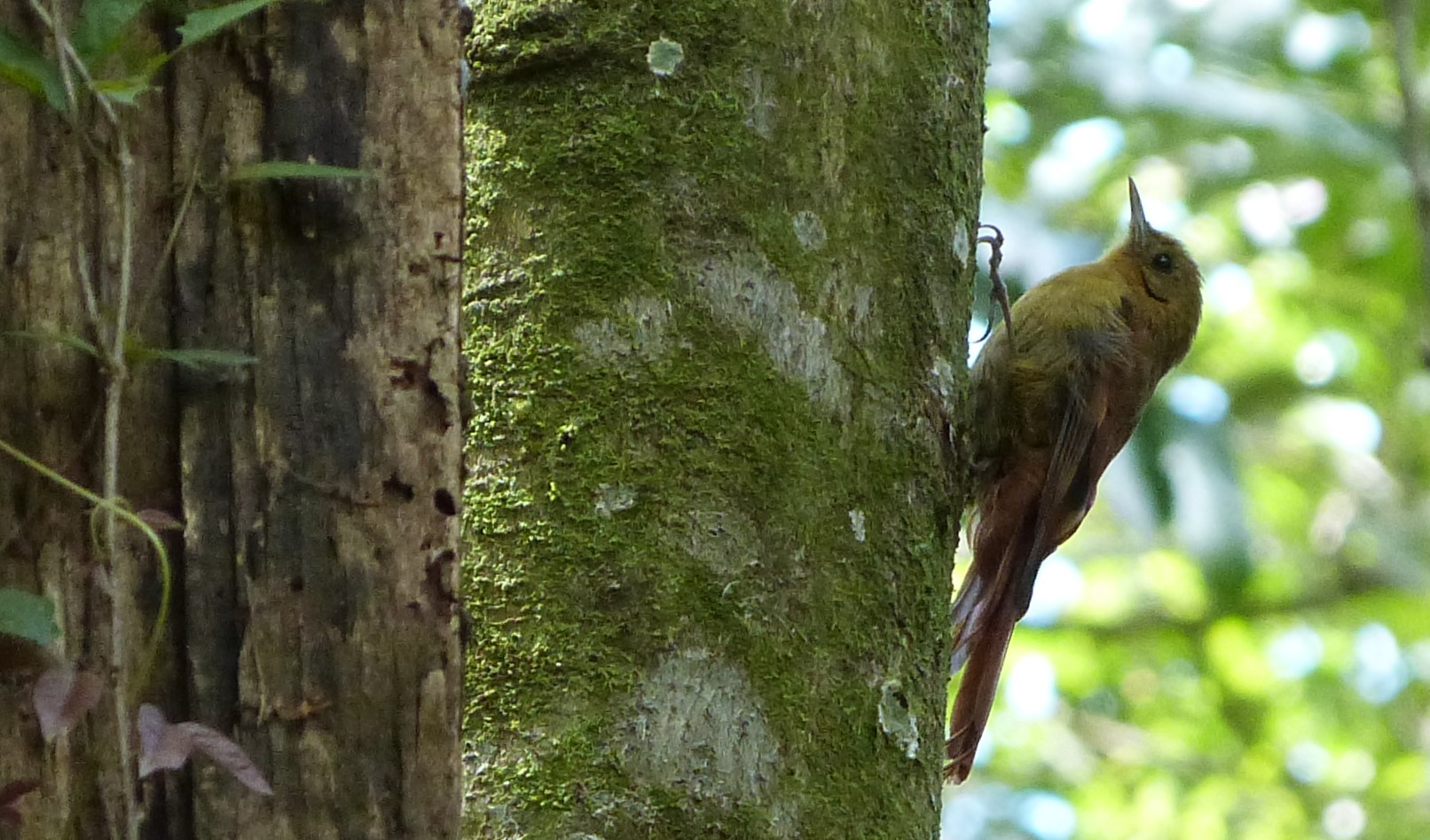

## Status
IUCN bedömer hotstatus för griseus-gruppen och övriga underarter var för sig, båda som livskraftiga.